# Calcarelli
Calcarelli è la principale frazione di Castellana Sicula, posta ad un solo chilometro dal centro comunale, cui è collegata tramite un largo viale alberato.
Conta circa 600-700 abitanti. È sede di parrocchia, intitolata a San Giuseppe e, ad una chiesa più antica, risalente a metà XIX secolo, se ne affianca una nuova, costruita tra gli anni sessanta e settanta.
Il nome deriva dal fatto che nella frazione si trovavano delle fornaci di gesso (dette carcare), delle quali rimangono tracce nelle colline poste di fronte al centro abitato: possono essere visitate seguendo brevi tragitti a piedi.
Una villa romana doveva essere presente nel I secolo, in contrada Muratore e alcuni ipogei rimangono visibili nei presso del Museo della civiltà contadina che si sta inaugurando in contrada Passo l'Abate.